# Sigtuna
Sigtuna ( OUÇA A PRONÚNCIA) é uma pequena cidade histórica da Suécia, fundada no século X e situada no sul da província da Uppland, na região histórica da Svealand, no centro do país.                                                                                                  

Pertence à comuna de Sigtuna, no condado de Estocolmo.

Tem uma área de 5,47 km² e uma população de 9 689 habitantes (2020).

Está localizada na margem norte de um pequeno fiorde do lago Mälaren, a uma distância de 38 km da cidade de Uppsala e de 48 km da capital Estocolmo.

## Etimologia e uso
O nome geográfico Sigtuna tem origem incerta e debatida. Possivelmente, deriva das palavras sik (terreno alagado) e tuna (local de comércio).
A cidade está mencionada como Sihtunum, no século XI, e como Sigituna em 1120.

## História
A cidade medieval de Sigtuna é uma das mais antigas da Suécia.
Foi fundada por volta de 970-980 por iniciativa do poder real na região. Tanto o rei Érico, o Vitorioso como o seu filho Olof, o Tesoureiro estiveram envolvidos no estabelecimento da cidade.
Sucedeu à antiga cidade viking de Birka – situada a cerca de 30 km a norte – quando esta entrou em decadência.
Sigtuna tinha melhor acessibilidade ao comércio no lago Mälaren, tinha melhores condições de defesa e consolidava a posição real no vale do Mälaren.
Apesar de Birka ter sido a primeira cidade do país, Sigtuna é a cidade sueca mais antiga ainda existente, tendo sido o centro de irradiacão do cristianismo na Svealand e uma urbe comercial próspera com intenso comércio com a Rússia.
Nos dois primeiros séculos de sua existência, prosperou como residência da coroa (kungsgård), recebendo os reis e os grandes senhores da época.
Com o fim da missão cristã em Birka, os missionários cristãos estabeleceram uma base em Sigtuna, tendo aí residido um bispo (ca.  1060–1130), antes de este mudar para Velha Uppsala.
Foi nesta cidade que pela primeira vez se cunhou moeda na Suécia, no reinado de Olavo, o Tesoureiro (r. 990–1030).

O seu declínio ficou selado quando foi atacada e pilhada em 1187 por guerreiros da Estónia, sob ordens da República de Novogárdia (hoje na Rússia).
Com a destruicão de Sigtuna, foi a vez de Uppsala ascender  à posição liderante na comunidade cristã local da época.

No século XIII, Sigtuna voltou a renascer em torno de um grande convento fundado pelos dominicanos.

Nos nossos dias, a cidade ganhou mais uma vez um papel importante na vida cultural e espiritual do país através de vários colégios internos e centros de conferências.
A sua proximidade ao aeroporto de Arlanda faz com que os transportes e comunicacões sejam o principal esteio da sua economia.

## Comunicações
Sigtuna dista poucos quilómetros da cidade de Märsta, que é servida pela estrada europeia E4 (Uppsala–Estocolmo) e por via férrea para Uppsala e Estocolmo.

## Educação
É um importante centro de ensino e de conferências, contando com a Escola Superior Popular de Sigtuna (Sigtuna Folkhögskola), a Escola Secundária de Humanidades de Sigtuna (Sigtunaskolan Humanistiska Läroverket) e o Museu de Sigtuna (Sigtuna museum).

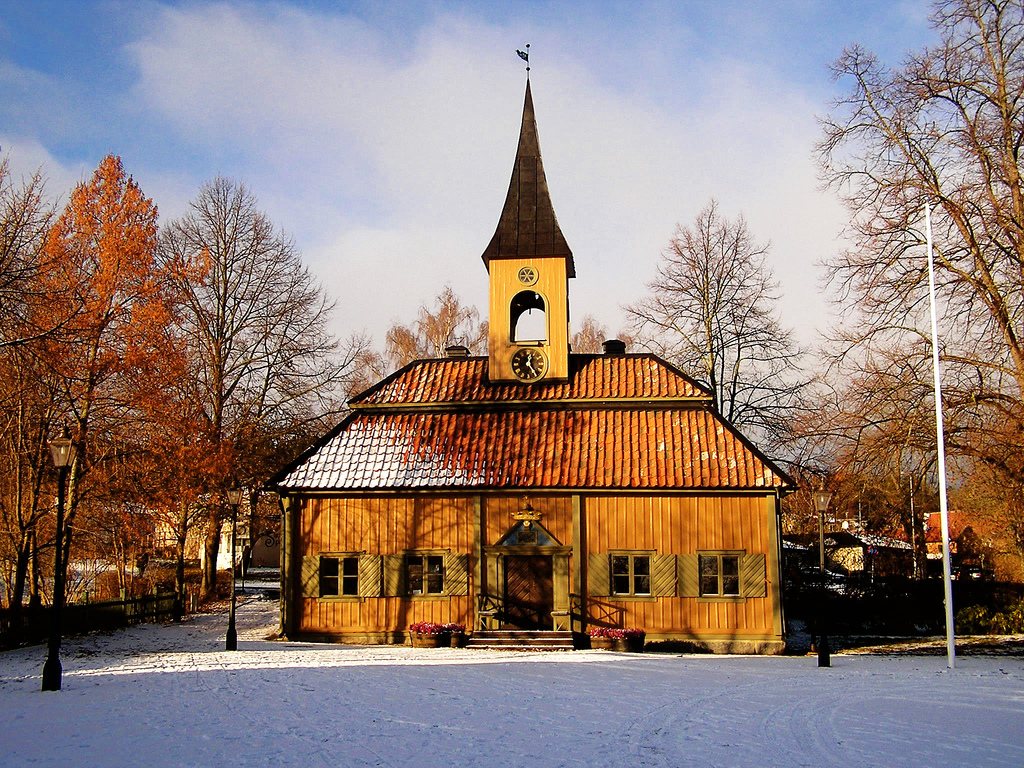
A câmara municipal de Sigtuna (prefeitura), do século XVIII
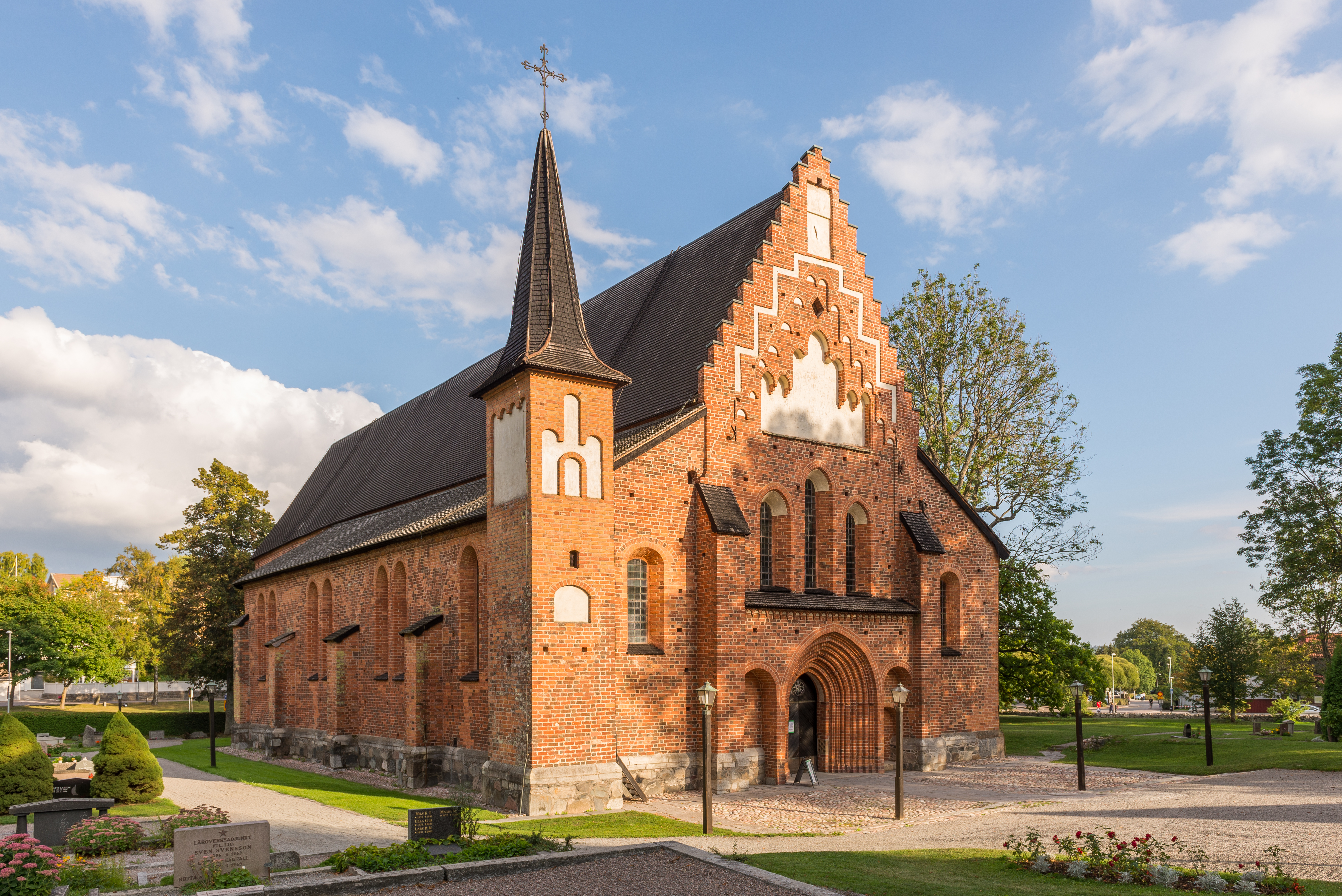
Igreja de Santa Maria (século XIII)
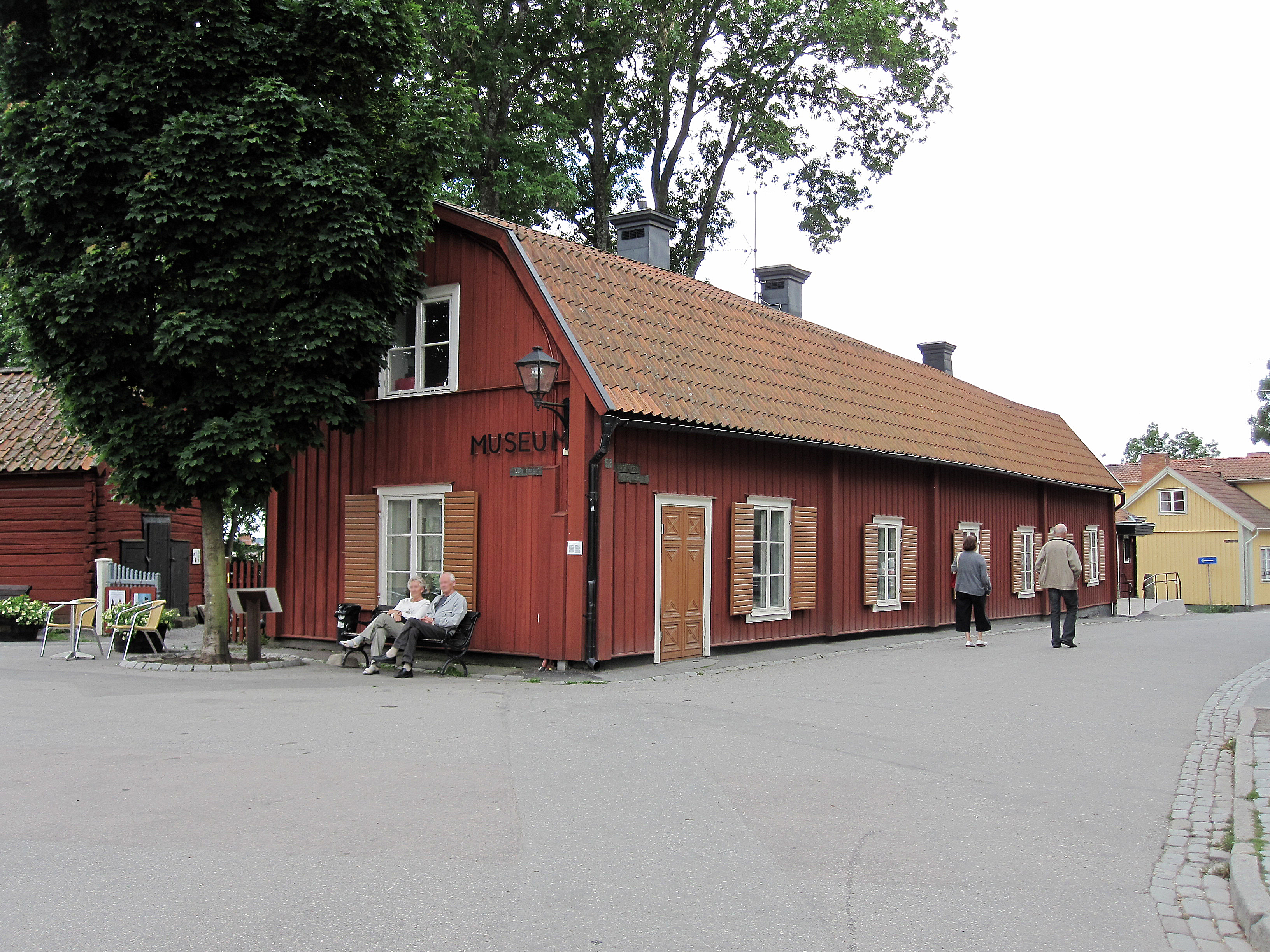
O Museu de Sigtuna
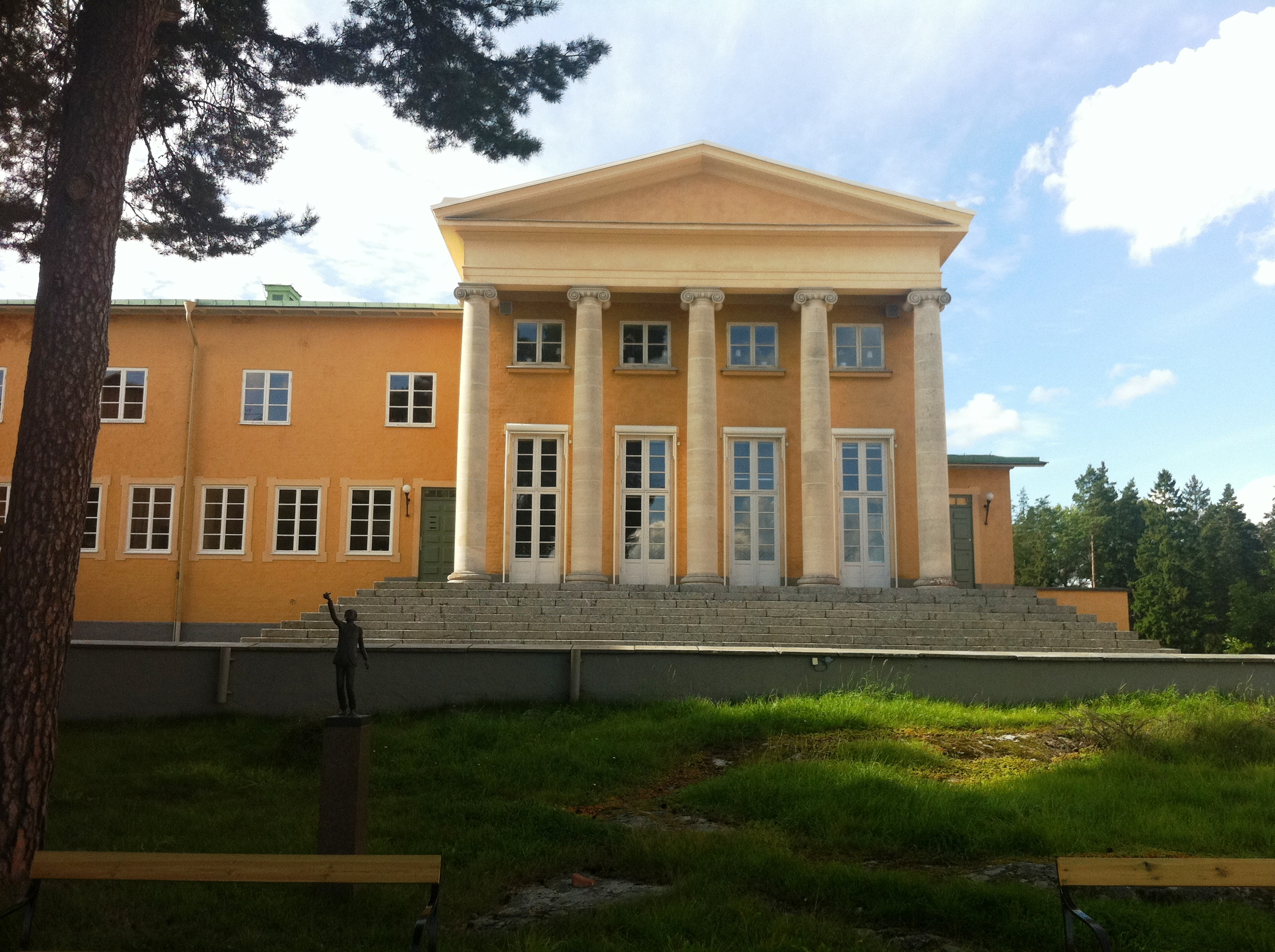
A Escola Secundária de Humanidades